# Anton Kacin
Anton Kacin slovenski šolnik, literarni zgodovinar, urednik in prevajalec, * 25. maj 1901 Spodnja Idrija, Avstro-Ogrska, † 26. januar 1984, Opčine, Furlanija - Julijska krajina, Italija.

## Življenje in delo
Rodil se je v veččlanski rudarski družini. V rojstnem kraju je obiskoval ljudsko šolo ter leta 1919 končal realko v Idriji. Na ljubljanski filozofski fakulteti je študiral slovenščino in francoščino ter študij končal z doktorsko disertacijo Katoliška kritika slovenske beletristike v drugi polovici mladoslovenstva (1881-1895). Nato je na Univerzi v Padovi napravil nekaj izpitov iz italijanske književnosti in zgodovine, v Rimu pa na ministrstvu državni izpit s katerim je pridobil pravico za poučevanje slovenščine. Po odsluženi vojaščini je poučeval v Idriji, Gorici in delal v knjižnici katoliške univerze v Milanu. Po kapitulaciji fašistične Italije je nadziral slovenske šole v Gorici ter na tečajih v Idriji in Gorici pripravljal primorske učitelje z italijansko diplomo za pouk na slovenskih šolah. Od septembra 1945 do oktobra 1947 je bil okrožni nadzornik sa slovenske osnovne in srednje šole v Gorici, nato do septembra 1968 ravnatelj Državnega učiteljišča Anton Martin Slomšek v Trstu. 
Kot časnikar je bil urednik Goriške straže (1927-1928) in delal v uredništvu Novega lista (1929-1930), trideset let pa je bil tajnik in urednik goriške Mohorjeve družbe (1929-1958). Po 2. svetovni vojni je bil soustanovitelj  in nekaj let predsednik Slovenske demokratske zveze v Gorici, ki je bila skupna organizacija katoliške in demokratske skupnosti. Na njeni listi je bil leta 1956 in 1961 dvakrat izvoljen v goriški občinski svet.
Napisal je več slovenskih in italijanskih jezikovnih učbenikov za osnovne, srednje in strokovne šole in prevajal slovenske pisatelje v italijanščino. Po preselitvi v Trst je veliko predaval na Radiu Trst A in slovenskih društvih v tržaški okolici.  Njegova bibliografija obsega 31 zapisov.

## Izbrana bibliografija
- Jelkin nageljček: povest iz istrskega življenja (COBISS)
- Slovenska čitanka za I. razred nižjih srednjih in strokovnih šol (COBISS)
- Gloriosa (COBISS)
- O beneških Slovencih (COBISS)